# Станіславівський натураліст
«Станіславі́вський натуралі́ст» — науково-популярний журнал про природу.

## Програмні цілі
Видання є науково-популярним журналом про природу, яке поширює інформацію про новини науки і техніки повя'зані із біологією, екологією, палеонтологією та суміжними галузями знань, з метою підвищення обізнаності населення та підвищення рівня екологічної свідомості громади.

## Відомості про видання
Свідоцтво про реєстрацію ЗМІ: ІФ № 580-50-р від 14.01.2008 р.

Вид видання: Журнал

Статус видання: Вітчизняне

Мова видання: Українська

Вид видання за цільовим призначенням: Науково-популярне

Обсяг і періодичність: 5.5 ум. друк. арк. (А-4), 1 раз на 2 місяці

Сфера розповсюдження та категорія читачів: Івано-Франківська область, все населення

Засновники: Заморока Андрій Михайлович, Жирак Руслан Михайлович, Третяк Володимир Романович

## Редакція
Головний редактор і видавець журналу — Заморока Андрій, Журналісти: Бажанський Дмитро, Глібовицька Наталя, Глов'як Андрій, Москалюк Ірена, Перхулин Наталія, Юркевич Ігор.

Відділу збуту — Жирак Руслан Михайлович. Відділ реклами — Третяк Володимир Романович.

## Адреса редакції
Журнал «Станіславівський натураліст», вул. О. Сорохтея, 9А/17, м. Івано-Франківськ, Україна, 76018.